# Academia Mexicana de Criminalística
La Academia Mexicana de Criminalística es una de las máximas casas de estudios forenses de México, fundada en el año de 1975 por Luis Rafael Moreno González, presidente honorario vitalicio de la academia; Arturo Romano Pacheco, conocido por haber identificado los restos de Sor Juana Inés de la Cruz y académico honorario de la academia; Martha Franco de Ambriz; Mario Alva Rodríguez, entre otros
Sus miembros son expertos en las ciencias forenses. Para pertenecer a ella se debe de realizar una ponencia, la cual es evaluada por un comité de expertos para determinar el ingreso del aspirante.

## Funciones
La Academia Mexicana de Criminalística fue creada con la finalidad de mejorar la capacitación y el desarrollo profesional de expertos en ciencias forenses.

## Aportaciones
- - El Método Científico en la Criminalística[7] - Jorge Alberto Serrano Moreno.
- Seminario Nacional de Identificación de Drogas.[8]

## Miembros
- Eduardo González Mata
- Jesús Luy
- Arturo Romano Pacheco
- Luis Rafael Moreno González
- Rodolfo  Espinosa  Trujillo[9]
- Martha Franco de Ambriz[6]
- Mario Alva Rodríguez[10]
- Jorge Alberto Serrano Moreno
- Maura Ramírez González